# 배트 플립
배트 플립(영어: bat flip)은 야구에서 타자가 홈런이 짐작되는 타격을 마치고 1루로 출루하면서 야구 방망이를 던지는 행위를 의미한다.
한국 프로 야구(KBO), 일본 프로 야구(NPB), 대만 프로 야구(CPBL) 그리고 라틴 아메리카(중남미) 야구에서는 배트 플립이 일반적인 행위이지만, 북아메리카(미국 & 캐나다)의 메이저 리그 베이스볼(MLB)에서는 상대 투수를 자극한다는 이유로 금기시되고 있다. 하지만, 국제야구 시합에서는 배트 플립은 허용된다.
한국어에서는 이를 야구 방망이를 의미하는 속어 '빠따'와 해당 행위를 의미하는 '던지기'의 첫 글자를 합쳐서 빠던이라는 속어를 사용하기도 한다.

## 대표적인 배트 플립
- 2015년 WBSC 프리미어 12 한국 대 일본의 준결승전에서 9회초 2아웃 상황에서 오재원이 타격을 마치고 배트 플립을 선보인 일이 있었다. 해당 사건이 벌어진 타격은 플라이 아웃으로 처리되었지만, 그날 경기의 명장면 중 하나로 손꼽히고 있다. 어떤 누리꾼은 애국가 영상에 해당 장면의 중계 화면을 합성한 영상을 제작하기도 하였다.